# ماریو فتزیو
ماریو فتزیو (ایتالیایی: Mario Fazio; ۲۶ ژوئیهٔ ۱۹۱۹ – ۱۳ نوامبر ۱۹۸۳) دوچرخه‌سوار اهل ایتالیا بود.